# Crátero (estratego dos cibirreotas)

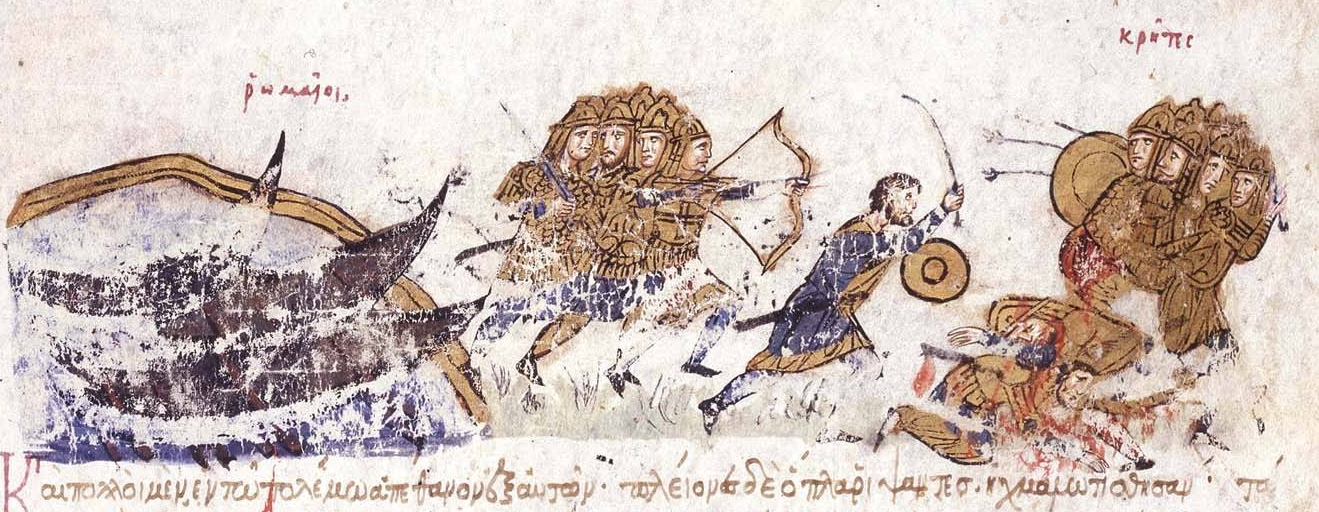
Crátero derrota os sarracenos em Creta

Crátero (em grego: Κρατερός; romaniz.: Kraterós) foi um comandante bizantino do século IX, ativo sob o imperador Miguel II, o Amoriano (r. 820–829).

## Vida
Muito pouco se sabe sobre Crátero e mesmo seu nome é incerto, com "Crátero" podendo ser o nome de sua família em vez de seu primeiro nome. Ele talvez possa ser identificado com outro Crátero, que foi estratego do Tema Anatólico na década de 810, embora isso representaria uma despromoção do posto no qual foi atestado.
No começo dos anos 820, manteve o posto de estratego (governador militar) do naval Tema Cibirreota. Após a falha expedição sob o estratego do Tema Anatólico Fotino para recuperar a ilha de Creta dos sarracenos, Miguel II confiou a Crátero o comando de outra expedição. A missão, realizada ca. 827/829,  englobava 70 navios e foi inicialmente vitoriosa, mas o excesso de confiança dos bizantinos levou-os à derrota durante um ataque noturno. Crátero conseguiu escapar para Cós, mas lá foi capturado pelos árabes e então crucificado.